# Víðibrekkusker
Víðibrekkusker är en bergstopp i republiken Island. Den ligger i regionen Austurland, 300 km öster om huvudstaden Reykjavík. Toppen på Víðibrekkusker är 775 meter över havet.
Trakten runt Víðibrekkusker är nära nog obefolkad, med mindre än två invånare per kvadratkilometer. Det finns inga samhällen i närheten. Trakten runt Víðibrekkusker består i huvudsak av gräsmarker.